# Juan Alfonso Valle
Juan Alfonso Valle (* 1905; † unbekannt) war ein peruanischer Fußballspieler. Er nahm an der ersten Fußball-Weltmeisterschaft 1930 in Uruguay teil.

## Karriere
Valles Leben und Karriere sind spärlich dokumentiert. Nationaltrainer Francisco Bru berief ihn in das peruanische Aufgebot für die erste Fußball-Weltmeisterschaft 1930 in Uruguay. Zu diesem Zeitpunkt spielte er auf Vereinsebene für den Circolo Sportivo Italiano aus Lima. 
In den beiden Vorrundenspielen bei der Weltmeisterschaft gegen Rumänien und Uruguay wurde Valle nicht eingesetzt.